# Brug 1365
Brug 1365 is een bouwkundig kunstwerk in Amsterdam-Zuidoost.
De vaste brug maakt deel uit van de ongelijkvloerse kruising tussen Meerkerkdreef en het Reigersbospad-Renswoudestraat; dreef en pad/straat hebben geen verbinding met elkaar.  De dreef geplaatst op een dijklichaam loopt hier oostwest en is een doorgaande route voor snel verkeer. Het Reigersbospad (met begeleidende afwateringstocht) loopt noordzuid en is alleen voor langzaam verkeer. Het pad ligt op maaiveldniveau. De brug is onderdeel van een soort rotonde op de grens van de twee buurten Gaasperdam en Holendrecht-Oost. Ten noordoosten van de brug ligt een groen gebied met volkstuinen etc.
De brug werd ontworpen door Dirk Sterenberg, zelfstandig werkend voor de Dienst der Publieke Werken. Sterenberg ontwierp voor de omgeving Reigersbos tal van voet- en fietsbruggen, samengesteld uit betonnen brugpijlers waarop een komvormige juk, betonnen borstweringen, houten liggers/planken en balkconstructies voor balustrades en leuningen. Ze kregen in de wijk diverse kleuren mee; deze brug had blauwe leuningen. Ze werden omstreeks 1981 ontworpen en gebouwd. 
Het hout was niet bestand tegen de Nederlandse weersinvloeden (houtrot en molm), reden waarom de leuningen en balustraden begin 21e eeuw vernieuwd werden door Haasnoot Bruggen.
<<< · 1301 · 1302 · 1303 · 1304 · 1305 · 1306 · 1307 · 1308 · 1309 · 1311 · 1312 · 1313 · 1314 · 1315 · 1316 · 1317 · 1319 · 1320 · 1321 · 1322 · 1323 · 1324 · 1325 · 1326 · 1327 · 1328 · 1329 · 1330 · 1331 · 1332 · 1333 · 1334 · 1335 · 1336 · 1337 · 1338 · 1339 · 1340 · 1342 · 1343 · 1344 · 1345 · 1346 · 1347 · 1348 · 1349 · 1350 · 1351 · 1352 · 1353 · 1354 · 1355 · 1356 · 1357 · 1358 · 1359 · 1360 · 1361 · 1362 · 1363 · 1364 · 1365 · 1366 · 1367 · 1368 · 1373 · 1375 · 1376 · 1377 · 1378 · 1379 · 1380 · 1381 · 1382 · 1383 · 1384 · 1385 · 1386 · 1387 · 1388 · 1389 · 1390 · 1391 · 1392 · 1396 · 1397 · 1398 · 1399 · >>>
Brugnummers 1300, 1318, 1341, 1369-1372, 1374, 1393, 1394, 1395 zijn niet vergeven. 1310 is gesloopt; brug 1318 is nooit gebouwd in verband met niet aanleggen Veenendaaldreef.